# Либескинд, Даниэль
Даниэль Либескинд (Daniel Libeskind; р. 12 мая 1946, Лодзь, Польша) — американо-немецкий архитектор-деконструктивист.

## Биография
Родился в Польше, в семье польских евреев. Изучал музыку в Израиле (по стипендии Американо-Израильского культурного фонда) и в Нью-Йорке, где проявил себя как виртуозный исполнитель. В дальнейшем музыка играла существенную роль в его архитектурном проектировании на стадии разработки концепции. Либескинд получил архитектурное образование в Купер Юнион (англ. Cooper Union) в Нью-Йорке (1970), а также второе высшее архитектурное образование по специальности «история и теория архитектуры» в Школе Сравнительных Исследований в Эссекском университете, Англия (1972).
В 1989 году Либескинд основал бюро Studio Daniel Libeskind в Берлине. После победы бюро в конкурсе на проект нового комплекса на месте бывшего Всемирного торгового центра в Нью-Йорке в 2003 году правление студии переехало в Нью-Йорк. Либескинд на сегодняшний день является одной из самых ярких фигур в мировой архитектуре. Для него характерен междисциплинарный подход, стремление критически переосмыслить архитектурную деятельность
Помимо проектной деятельности преподает и читает лекции во многих университетах по всему миру: университетах Торонто, Йеля, Пенсильвании, а также университете Дизайна в Карлсруэ (Германия) и имеет почетную докторскую степень в берлинском университете Гумбольдта (1997), колледже искусств и гуманитарных наук Эссекского университета (1999), университете Эдинбурга, чикагском университете DePaul (2002) и университете Торонто (2004). Возглавлял архитектурный факультет Крэнбрукской академии искусств (1978-85). В 1986-89 основал и возглавил архитектурное училище в Милане. Один из семи архитекторов, принимавших участие в выставке «Архитектура деконструктивизма» (1989). Известность приобрел преимущественно своими берлинскими проектами (в частности, Еврейский музей, 1999). Выиграл конкурс на генеральный план перестройки территории бывшего World Trade Center в Нью-Йорке.
Его творчество — не только архитектура, но и философия, и музыка, причем в этих областях он так же высоко профессионален, как и в архитектуре. Сложно назвать другого архитектора, для которого музыка была бы столь органичным элементом архитектоники сооружений. Музыка, геометрия, слово — источники вдохновения в творчестве Либескинда-архитектора. Он строит здания, пишет философские эссе, ставит оперу (в 2000 году в Лейпцигской опере Либескинд не только выступил в качестве постановщика, но и дирижировал оперой Оливье Мессиана).

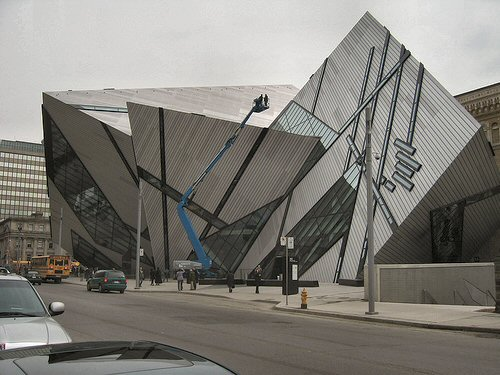
«Деструктивная часть» фасада королевского музея Онтарио.

Тексты Либескинда, даже по сравнению с текстами П.Айзенмана или Б.Чуми, очень сложны, полны смутных метафор (часто музыкальных и мифологических). В своих текстах он использует метод зачеркивания (у Деррида: употребление термина традиционной метафизики, например, «опыт», может быть более или менее корректным только при одновременном перечеркивании его, удаляющим из него традиционное значение). Либескинд деконструирует понятие поверхности, стены («Поверхность должна умереть. Доказательство» — в этой статье Либескинд словно теорему доказывает псевдоматематически своё утверждение, используя абстрактные символы). «Линия всегда перпендикулярна вибрации, испускаемой Богом, который впервые поцеловал треугольники, затем ставшие равносторонними /…/» — примерно в таком же духе написана вся статья. Кроме того, в своих текстах Либескинд одновременно говорит на множестве языков (и древних, и современных, и несуществующих в природе), переворачивая слова и буквы во всех направлениях, пуская их зигзагообразно, наискось, сталкивая друг с другом, вклинивая между буквами цифры, превращая сам текст в некий шифр. И если его читать прямо, то ничего кроме бессмыслицы в нем найти не удастся. Дело в том, что Либескинд, как в текстах, так и в своих архитектурных проектах, использует метод чтения между линиями (как и Айзенман, который все же основные поиски направляет именно на архитектуру, а не на текст).
Очень важно для Либескинда понятие «Новый Модернизм», который связан с ощущением Конца. Ясно, что конец XX века не есть конец пути, хотя неизбежно апокалиптическое предчувствие грядущих изменений. В культурном сознании эта граница старого и нового уже перейдена, и появилось ощущение, что изменилась атмосфера существования, изменились желания и побуждения людей, а, следовательно, изменился и образ мышления. Либескинд полагает, что модернизм продолжался не десять, двадцать или сто лет, что это был период, длившийся около трех тысяч лет и только сейчас подходящий к концу. То есть, он имеет в виду, что период обогащения человеческого интеллекта, то великое, что привнесли в видение мира Сократ, его предшественники и последователи, заканчивается. Мир будет существовать еще тысячи лет, однако в духовном смысле эмпирическая реальность, точнее — конкретная концепция отношения к миру — приближается к абсолютному Концу. В некотором смысле Новый Модернизм есть Конец, эмблема Конца. В связи с этим, Либескинд как архитектор считает, что архитектура вступила в сферу, которая пока еще не очень ясна. Это не сфера доводов разума и не сфера ясно построенных категорий. Приближение к Концу, по мысли Либескинда, означает освоение всего опыта, накопленного к этому моменту. Свою теорию Либескинд попытался воплотить в проектах «Берлин по краям» (Berlin City Edge, 1987) и Еврейском Музее в Берлине (Jewish Museum, Berlin, 2000).

## Самые известные постройки Д.Либескинда

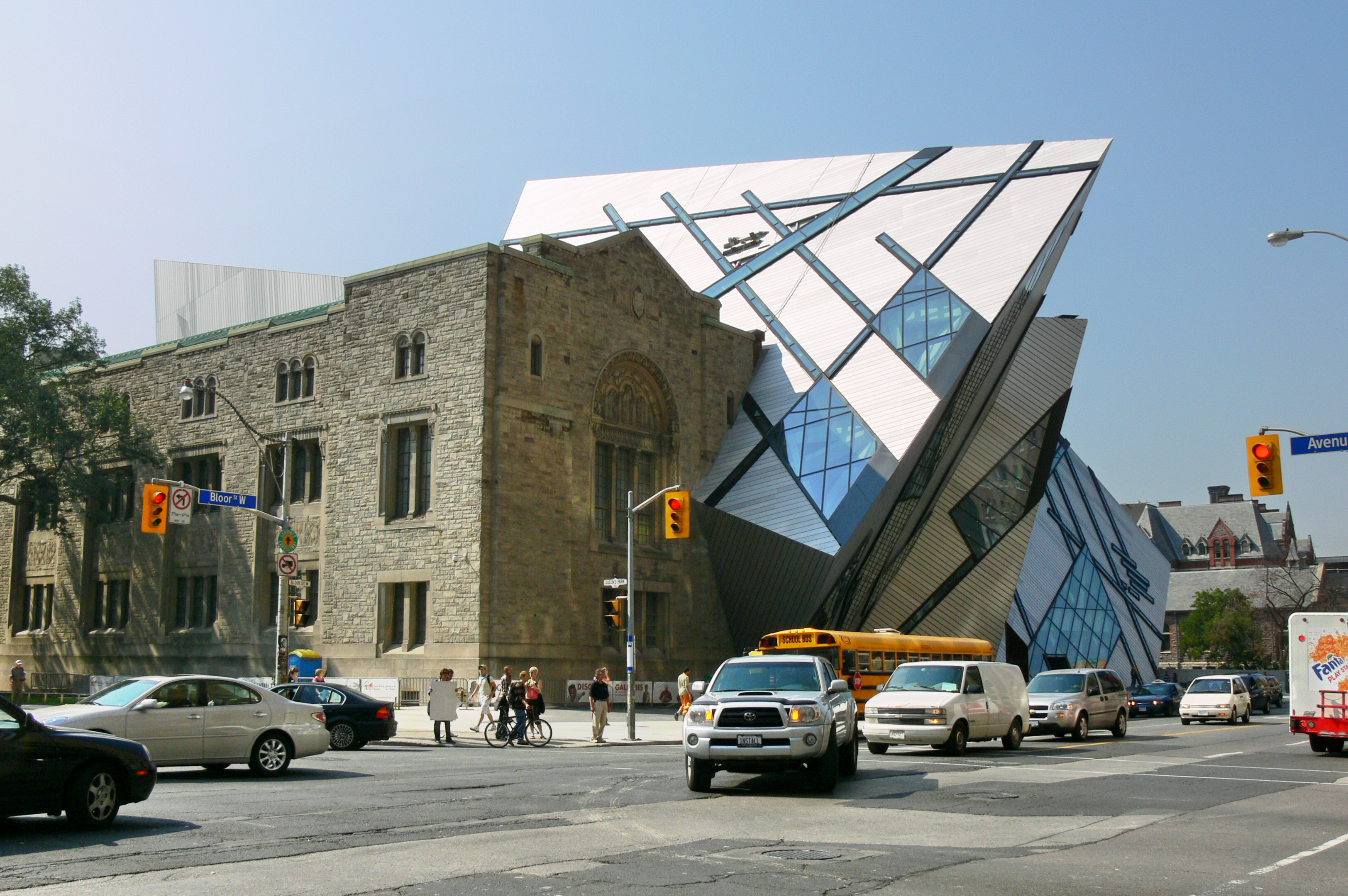
Фасад Королевского музея Онтарио в Торонто.

- Музей Феликса Нуссбаума в Оснабрюке, 1998
- Еврейский музей в Берлине, 1999
- Имперский военный музей в Манчестере, 2001
- Еврейский музей в Копенгагене, 2003
- Расширение Денверского музея. 2006
- Расширение Королевского музея Онтарио в Торонто, 2007
- Еврейский музей в Сан-Франциско, 2008
- Национальный мемориал Холокоста, в Оттаве, 2017.